# التدريب والتطوير
التدريب والتطوير (بالإنجليزية: Training and development)‏ مفهوم يتضمن تحسين فعالية المنظمات والأفراد والفِرق داخلها. يمكن النظر إلى التدريب على أنه مرتبط بالتغييرات الفورية في الفعالية التنظيمية من خلال التدريس المنظم، في حين يرتبط التطوير بالتقدم في الأهداف التنظيمية وأهداف الموظفين على المدى الطويل. في حين أن التدريب والتطوير لهما تعريفات مختلفة من الناحية الفنية، إلا أنه يجري استخدامهما في كثير من الأحيان بالتبادل و/أو معًا. لقد كان التدريب والتطوير تاريخيًا موضوعات ضمن تعليم الكبار وعلم النفس التطبيقي، ولكن خلال العقدين الماضيين أصبحا مرتبطين ارتباطًا وثيقًا بإدارة الموارد البشرية، وإدارة المواهب، وتنمية الموارد البشرية، والتصميم التعليمي، والعوامل البشرية، وإدارة المعرفة.

## التاريخ
وقد ارتبطت جوانب التدريب والتطوير بالحضارات القديمة حول العالم. نوقشت أساليب التدريب والفلسفات المتعلقة على نطاق واسع من قبل بوكر تي واشنطن. كانت النشرات الأكاديمية المبكرة تتعلق بالتدريب وتضمنت مقالة عام 1918 في مجلة علم النفس التطبيقي. استكشفت هذه المقالة منهجًا جامعيًا مصممًا لعلماء النفس التطبيقيين. وقد تمت مناقشة التدريب أيضًا في أول دليل لتعليم الكبار عام 1934. أثرت الحرب العالمية الثانية على تركيز أبحاث علم النفس التطبيقي على فعالية برامج التدريب، خاصة في السياقات العسكرية. بحلول ستينيات وسبعينيات القرن العشرين، بدأ هذا المجال في تطوير النظريات وإجراء البحوث القائمة على النظرية لأنه حتى تلك اللحظة، كان هذا المجال متجذرًا في أبحاث التدخل عن طريق التجربة والخطأ. جلبت هذه الحقبة أيضًا تطوير أساليب تدريب جديدة مثل استخدام أجهزة الحاسوب والتلفاز ودراسات الحالة ولعب الأدوار. كما توسع نطاق التدريب والتطوير ليشمل التدريب عبر الثقافات، والتركيز على تطوير الموظف الفردي، واستخدام أدبيات التطوير التنظيمي الجديدة لتأطير برامج التدريب. شهدت الثمانينيات تحولًا للتركيز على كيفية تلقي الموظفين لبرامج التدريب وتنفيذها، وتشجيع جمع البيانات لأغراض التقييم، وخاصة برامج التدريب الإداري. أصبح الجزء التطويري للتدريب والتطوير شائعًا بشكل متزايد في الثمانينيات والتسعينيات، حيث تأثر الموظفون بشكل متكرر بمفهوم "التعلم مدى الحياة". وفي هذا العقد تم إجراء الأبحاث لأول مرة التي كشفت عن تأثير وأهمية تعزيز ثقافة التدريب والتنمية الإيجابية (بما في ذلك الإدارة وزملاء العمل). جلب مطلع القرن المزيد من الأبحاث في موضوعات مثل تدريب الفريق، على سبيل المثال التدريب المتقاطع. يركز التدريب المتقاطع على التدريب على مسؤوليات زملاء العمل.
اتخذ التدريب على المهارات أشكالًا تنظيمية مختلفة عبر الاقتصادات الصناعية. تمتلك ألمانيا نظام تدريب مهني متقن، في حين أن نظام التدريب المهني ضعيف في الولايات المتحدة والمملكة المتحدة.